# روستوف على نهر الدون
روستوف على الدون (بالروسية: Ростов-на-Дону) هي إحدى مدن روسيا وعاصمة الكيان الفدرالي الروسي روستوف أوبلاست. يبلغ عدد سكانها حوالي 1048000 نسمة. تقع على نهر الدون.

## الجغرافيا
يقع مركز روستوف على الدون علي بعد 1067 كم من جنوب شرق موسكو، وتقع في الجنوب الشرقي من السهل الأوروبي الشرقي، تقع معظم المدينة علي الضفة اليمنى لنهر الدون، تقع علي بعد 46 كم من التقاء نهر الدون ببحرآزوف. الضواحي التي تقع في الجنوب الغربي للمدينة تقع بجانب دلتا نهر الدون.

## السكان
يبلغ عدد سكان روستوف على الدون 1,089,900 نسمة (طبقا للنتائج الأولية للتعداد السكاني لعام 2010)، وبذلك تصبح عاشر أكبر مدينة من حيث السكان في روسيا.

## المناخ
المناخ في روستوف على الدون مناخ رطب قاري، بارد شتاءً، متوسط درجات الحرارة في يناير -4.4 سيلزيوس (-24.1فهرنهايت)، في يناير 1940 سجلت أكثر درجات الحرارة انخفاضا في تلك المدينة وكانت -31.9سيلزيوس(-25.4فهرنهايت)، الصيف فيها طويل دافئ والشمس تكون ساطعة، في يوليو تكون متوسط درجات الحرارة 22.9 سيلزيوس (73.2 فهرنهايت)، أعلي درجة حرارة سُجّلت كانت 40.1 سيلزيوس (104.2 فهرنهايت) وكانت في 1 أغسطس 2010، المتوسط السنوي لسقوط الأمطار 618 مم(24.33 بوصة)، متوسط سرعة الرياح 2.7 م/ث، متوسط الرطوية في الهواء72%.

## توأمة
لروستوف على نهر الدون اتفاقيات توأمة مع كل من:
- دورتموند (1973 - )
- غيرا (1987 - )[13]
- فولوس
- غلاسكو
- لو مان
- موبيل
- كايآني
- بلفن
- تشونغجو
- يريفان
- أنطاليا
- أوديسا (1999 - )
- دونيتسك
- أورال
- لوهانسك
- غوميل (25 يونيو 2009 - )
- إشبيلية
- بوليس [الإنجليزية]‏ [14]

## أعلام
- جورجي فليروف
- فيكتور بونيدلنيك
- سابينا سبييلراين
- ديمتري إيفانوفسكي
- بوريس دومينكو
- ألكسندر ايفانوف
- ألكسندر بيشيرسكي
- أليكسي أريمنكو
- أوليج بوبوف
- فيرا بانوفا

| البيانات المناخية لـRostov-on-Don | البيانات المناخية لـRostov-on-Don | البيانات المناخية لـRostov-on-Don | البيانات المناخية لـRostov-on-Don | البيانات المناخية لـRostov-on-Don | البيانات المناخية لـRostov-on-Don | البيانات المناخية لـRostov-on-Don | البيانات المناخية لـRostov-on-Don | البيانات المناخية لـRostov-on-Don | البيانات المناخية لـRostov-on-Don | البيانات المناخية لـRostov-on-Don | البيانات المناخية لـRostov-on-Don | البيانات المناخية لـRostov-on-Don | البيانات المناخية لـRostov-on-Don |
| الشهر                             | يناير                             | فبراير                            | مارس                              | أبريل                             | مايو                              | يونيو                             | يوليو                             | أغسطس                             | سبتمبر                            | أكتوبر                            | نوفمبر                            | ديسمبر                            | المعدل السنوي                     |
| --------------------------------- | --------------------------------- | --------------------------------- | --------------------------------- | --------------------------------- | --------------------------------- | --------------------------------- | --------------------------------- | --------------------------------- | --------------------------------- | --------------------------------- | --------------------------------- | --------------------------------- | --------------------------------- |
| متوسط درجة الحرارة الكبرى °م (°ف) | −1.1 (30.0)                       | 0.2 (32.4)                        | 6.0 (42.8)                        | 16.6 (61.9)                       | 22.9 (73.2)                       | 27.1 (80.8)                       | 29.1 (84.4)                       | 28.3 (82.9)                       | 22.5 (72.5)                       | 14.2 (57.6)                       | 6.3 (43.3)                        | 2.2 (36.0)                        | 14.5 (58.2)                       |
| المتوسط اليومي °م (°ف)            | −4.4 (24.1)                       | −4.4 (24.1)                       | 1.6 (34.9)                        | 10.9 (51.6)                       | 16.9 (62.4)                       | 21.2 (70.2)                       | 22.9 (73.2)                       | 21.9 (71.4)                       | 16.4 (61.5)                       | 9.1 (48.4)                        | 2.9 (37.2)                        | −0.7 (30.7)                       | 9.5 (49.1)                        |
| متوسط درجة الحرارة الصغرى °م (°ف) | −7.1 (19.2)                       | −6.3 (20.7)                       | −1.6 (29.1)                       | 6.5 (43.7)                        | 11.8 (53.2)                       | 17.6 (63.7)                       | 17.6 (63.7)                       | 16.4 (61.5)                       | 11.3 (52.3)                       | 5.3 (41.5)                        | 0.5 (32.9)                        | −3.0 (26.6)                       | 5.8 (42.3)                        |
| الهطول مم (إنش)                   | 49 (1.9)                          | 48 (1.9)                          | 46 (1.8)                          | 55 (2.2)                          | 53 (2.1)                          | 60 (2.4)                          | 60 (2.4)                          | 51 (2.0)                          | 40 (1.6)                          | 37 (1.5)                          | 48 (1.9)                          | 71 (2.8)                          | 618 (24.5)                        |
| ساعات سطوع الشمس الشهرية          | 65.1                              | 84.1                              | 127.1                             | 189.0                             | 263.5                             | 285.0                             | 313.1                             | 294.5                             | 240.0                             | 158.1                             | 63.0                              | 37.2                              | 2٬119٫7                           |
| [بحاجة لمصدر]                     |                                   |                                   |                                   |                                   |                                   |                                   |                                   |                                   |                                   |                                   |                                   |                                   |                                   |